# ألكسندر فوكين
ألكسندر فوكين (بالروسية: Фукин, Александр Леонидович)‏ هو لاعب كرة الصالات ‏ ولاعب كرة قدم روسي، ولد في 26 مارس 1985 في موسكو في روسيا. لعب مع MFK Dina Moskva ‏.

## وصلات خارجية
- ألكسندر فوكين على موقع الاتحاد الأوربي (الإنجليزية)